# Macroteleia chandelii
Macroteleia chandelii är en stekelart som beskrevs av Sharma 1980. Macroteleia chandelii ingår i släktet Macroteleia och familjen Scelionidae. Inga underarter finns listade i Catalogue of Life.